# ATCC 1989
ATCC 1989 vanns av Dick Johnson, vilket var hans sista titel.

## Delsegrare
| Bana           | Vinnare      | Märke  | Tvåa           | Märke  | Trea         | Märke  |
| -------------- | ------------ | ------ | -------------- | ------ | ------------ | ------ |
| Amaroo         | John Bowe    | Ford   | Jim Richards   | Nissan | George Fury  | Nissan |
| Symmons Plains | Dick Johnson | Ford   | Peter Brock    | Ford   | John Bowe    | Ford   |
| Lakeside       | Dick Johnson | Ford   | Tony Longhurst | Ford   | John Bowe    | Ford   |
| Wanneroo       | John Bowe    | Ford   | Tony Longhurst | Ford   | Dick Johnson | Ford   |
| Mallala        | Dick Johnson | Ford   | Jim Richards   | Nissan | John Bowe    | Ford   |
| Sandown        | Dick Johnson | Ford   | Peter Brock    | Ford   | John Bowe    | Ford   |
| Winton         | George Fury  | Nissan | Peter Brock    | Ford   | Mark Skaife  | Nissan |
| Oran Park      | Peter Brock  | Ford   | Dick Johnson   | Ford   | John Bowe    | Ford   |

## Slutställning
| Plats | Förare         | Märke  | Poäng |
| ----- | -------------- | ------ | ----- |
| 1     | Dick Johnson   | Ford   | 107   |
| 2     | John Bowe      | Ford   | 94    |
| 3     | Peter Brock    | Ford   | 80    |
| 4     | Jim Richards   | Nissan | 57    |
| 5     | Tony Longhurst | Ford   | 56.5  |
| 6     | George Fury    | Nissan | 46    |
| 7     | Glenn Seton    | Ford   | 28    |
| 8     | Colin Bond     | Ford   | 23    |
| 9     | Mark Skaife    | Nissan | 22    |
| 10    | Brad Jones     | Ford   | 17    |